# Unknown Pleasures
| Recensione       | Giudizio       |
| ---------------- | -------------- |
| Ondarock         | Pietra miliare |
| Piero Scaruffi   | [ 4 ]          |
| AllMusic         | [ 5 ]          |
| Rolling Stone    | [ 6 ]          |
| Robert Christgau | A              |

Unknown Pleasures è l'album di debutto del gruppo musicale britannico Joy Division.
Pubblicato il 15 giugno 1979, dalla Factory Records, è considerato uno dei dischi più influenti della storia del rock e pietra miliare nell'elaborazione di un certo tipo di sonorità new wave, oltre che manifesto della nascente scena dark/gothic rock. È l'unico album pubblicato dal gruppo con il leader Ian Curtis ancora in vita.
La rivista Rolling Stone lo ha inserito al ventesimo posto nella lista dei 100 migliori album di debutto di tutti i tempi.

## Realizzazione
(Peter Hook, 22 novembre 2010)
Le registrazioni del disco vennero effettuate, nel periodo tra il primo e il 17 aprile 1979, presso gli Strawberry Studios di Stockport. L'intera session fu molto stressante per i vari componenti del gruppo, anche a causa del comportamento autoritario adottato dal produttore Martin Hannett allo scopo di rendere il sound del disco quanto più freddo ed essenziale possibile.
Le sue tecniche di produzione comprendevano, tra l'altro, anche un'approfondita ricerca sui suoni, una maniacale ed avanguardistica perizia nella cura dello studio, oltre che l'utilizzo di tutta una serie di effetti sonori inusuali: dal suono di una bottiglia frantumata, al rumore di patatine masticate, dal suono di chitarra mandata al contrario, al rumore di un ascensore o dello sciaquone della toilette, fino all'elaborazione di effetti sonori attraverso dei delay digitali ed un'eco a nastro.
Il lavoro di Hannett sulla sezione ritmica fu quanto più complesso e ricercato possibile, al fine di ottenere l'effetto voluto: il corposo suono del basso di Peter Hook, unito alla sorda e compressa batteria di Stephen Morris formano un sound ritmico essenziale ma dalla dinamica pulsante e nervosa che intensifica la cupa angoscia claustrofobica sonora e su cui si inserisce, alla perfezione, la melodia scarna e sofferente della voce di Ian Curtis e quella della chitarra di Sumner.
Tra i brani principali dell'album, la traccia iniziale Disorder, dall'attacco incisivo e dalla percussione claustrofobica e puntuale che, assieme al testo di Curtis, introducono il percorso di sofferenza e dolore verso il quale convergono le altre tracce dell'album; New Dawn Fades, con il suo penetrante giro di basso su cui si inserisce il riff circolare della chitarra di Sumner, accompagna alla perfezione il disagio interiore di Curtis e She's Lost Control, che narra della morte di un'amica di Curtis a seguito di una crisi epilettica (male di cui egli stesso soffriva) e che, dopo la morte del cantante, nel maggio del 1980, venne pubblicata come singolo.
Il lavoro di Hannett lasciò i componenti dei Joy Division piuttosto interdetti, pur con opinioni diverse riguardo alla sua produzione. Secondo Sumner "la musica era forte e pesante e avemmo la sensazione che Martin l'avesse attenuata verso i bassi, in particolare con le chitarre. La produzione aveva inflitto questa sorta di buio, di umore oscuro all'album: noi avevamo disegnato questa immagine in bianco e nero, e Martin l'aveva poi colorata per noi"
Hook disse: "non ho potuto nascondere la mia delusione, sembravamo i Pink Floyd". Curtis, invece, fu alla fine soddisfatto del risultato finale e rimase colpito dall'elaborato lavoro di produzione.

## Copertina
La copertina del disco fu realizzata dal grafico della Factory Records, Peter Saville. Saville, che in precedenza aveva disegnato i manifesti per il Factory, il noto club di Manchester, utilizzò un'immagine selezionata dal batterista Stephen Morris.
L'immagine, tratta dal libro The Cambridge Encyclopedia of Astronomy, rappresenta una serie di onde elettromagnetiche prodotte dalla pulsar PSR B1919+21 (allora nota come "CP 1919"), cioè la prima pulsar mai scoperta. Saville, infine, invertì i colori dell'immagine, dal nero su bianco al bianco su nero. La copertina non contiene le diciture delle numerazioni dei due lati, sostituite da due scritte OUTSIDE e INSIDE, mentre titoli e crediti appaiono solamente all'interno dell'album.

## Accoglienza
L'album è considerato uno dei capostipiti del genere gothic rock, grazie alle atmosfere gelide e desolate, alla voce profonda e disperata di Ian Curtis ed ai testi, malinconici e decadenti, scritti dallo stesso Curtis ed è universalmente considerato uno dei migliori della storia della musica rock. Inizialmente fallì l'ingresso nella Official Albums Chart, tuttavia dopo il suicidio del leader avvenuto nel maggio 1980, e sulla scia del successo ottenuto dal secondo album Closer, Unknown Pleasures riuscì a piazzarsi in classifica.
Sin dalla sua pubblicazione, l'album ha ricevuto una serie di riconoscimenti da parte della stampa musicale mondiale e diverse testate specialistiche lo hanno inserito, nel corso del tempo, nelle varie classifiche redatte. Il settimanale New Musical Express ha inserito l'album al numero quattro nella sua lista dei più grandi album degli anni '70 e al numero quarantuno nella lista dei migliori album di tutti i tempi.
Spin lo ha classificato al numero undici nella sua lista dei 50 dischi punk essenziali. Nel marzo del 2003, l'album è stato inserito al numero 26 nei top 50 album punk della rivista inglese Mojo e al numero 19 in quella dei 100 migliori album britannici redatta dal mensile Q.

## Tracce
1. Disorder – 3:33
2. Day of the Lords – 4:50
3. Candidate – 3:05
4. Insight – 4:29
5. New Dawn Fades – 4:49
6. She's Lost Control – 3:57
7. Shadowplay – 3:56
8. Wilderness – 2:39
9. Interzone – 2:19
10. I Remember Nothing – 5:53

## Edizione rimasterizzata 2007
Nel 2007 l'album è stato pubblicato dalla London Records, assieme a Closer e Still, in un'edizione totalmente rimasterizzata, avente come materiale aggiuntivo un libretto in cui viene narrata da Jon Savage la storia del disco e un CD bonus contenente 12 tracce registrate dal vivo il 13 luglio 1979, al The Factory di Manchester.

### Tracce bonus disc 2007(Live at The Factory, Manchester, 13 July 1979)
1. Dead Souls – 4:25
2. The Only Mistake – 4:12
3. Insight – 3:52
4. Candidate – 2:07
5. Wilderness – 2:31
6. She's Lost Control – 3:47
7. Shadowplay – 3:34
8. Disorder – 3:28
9. Interzone – 2:05
10. Atrocity Exhibition – 6:14
11. Novelty – 4:28
12. Transmission – 3:50

## Formazione
- Ian Curtis - voce
- Bernard Sumner - chitarra
- Peter Hook - basso, voce (in Interzone)
- Stephen Morris - batteria